# Perejaslav
Perejaslav (in ucraino Перея́слав? Perejaslav) è una città ucraina (26 273 abitanti) nel distretto di Boryspil', nell'oblast' di Kiev. Ospita l'amministrazione della comunità territoriale di Perejaslav, una delle comunità territoriali dell'Ucraina.
Fino al 18 luglio 2020 Perejaslav costituiva una città di rilevanza regionale e fungeva da centro amministrativo del distretto di Perejaslav-Chmel'nyc'kyj, sebbene non appartenesse al distretto. Come parte della riforma amministrativa dell'Ucraina, che ridusse a sette il numero di distretti dell'oblast' di Kiev, la città fu integrata nel distretto di Boryspil'.
La città è situata nei pressi della confluenza dei fiumi Alta e Trubiž circa 95 km a sud di Kiev. Dal 1943 al 2019 il suo nome era Perejaslav-Chmel'nyc'kyj (o Pereyaslav-Khmelnytskyy; in ucraino Перея́слав-Хмельни́цький?).

## Storia
La città ha avuto un ruolo significativo nella storia del paese, la prima menzione risale al Trattato Rus'-bizantino del 911. Nel 992 Vladimir I di Kiev vi fece edificare una grande fortezza per difendere il confine meridionale del Rus' di Kiev dalle incursioni provenienti dalle steppe di quella che ora è l'Ucraina meridionale. La città fu sede del principato di Pereiaslavl fino alla sua distruzione nel 1239 da parte dei Tatari durante l'invasione del Rus' di Kiev.
Durante il XIV secolo la città fu annessa al Granducato di Lituania, dal 1471 fu parte del Voivodato di Kiev che nel 1569 divenne parte del Regno di Polonia, nel 1585 il sovrano Stefano I Báthory garantì alla città di Perejasław lo status di città secondo il diritto di Magdeburgo, divenne una delle città regie.
Nella seconda metà del XVI secolo divenne sede di un reggimento di cosacchi. Qui nel 1654 ebbe luogo il controverso episodio in cui l'etmano Bohdan Chmel'nyc'kyj e i cosacchi ucraini votarono per l'alleanza con il regno russo e l'accettazione del trattato di Perejaslav che pose l'Etmanato cosacco sotto il controllo del regno russo. In seguito al trattato di Andrusovo la città divenne parte della Russia.
In epoca sovietica la città venne rinominata in Perejaslav-Chmel'nyc'kyj per rimarcare il ruolo di Bohdan Chmel'nyc'kyj e del trattato nell'unificazione tra Ucraina e Russia

## Monumenti e luoghi d'interesse
La cittadina è nota per essere ricca di edifici storici tanto da essere tutelata come "riserva storica ed etnografica" (in ucraino історико-етнографічний заповідник?). Numerosi sono i musei, il principale è il museo dell'architettura popolare, un museo a cielo aperto che si estende per oltre 30 ettari e comprende numerosi edifici alcuni dei quali, a loro volta trasformati in sezioni dedicate ad attività artigiane.
Tra gli altri musei quello dello spazio e il museo dedicato a Sholem Aleichem situato nella casa in cui l'autore di testi per l'infanzia in lingua yiddish trascorse la giovinezza.
Tra gli edifici religiosi la cattedrale dell'Ascensione in barocco ucraino e risalente al XVII secolo come chiesa principale dell'omonimo monastero e attualmente occupata dal museo della battaglia del Dniepr (1943) e la chiesa di San Michele costruita sulle rovine di un precedente edificio del XI secolo e che fu residenza del vescovo di Kiev prima della costruzione della cattedrale di Santa Sofia.